# Альбатрос баунтійський
Альбатрос баунтійський (Thalassarche salvini) — великий морський птах родини альбатросових (Diomedeidae). Мешкає на всій території Південного океану. Цей альбатрос раніше розглядався як один вид разом з чатемський альбатросом (Thalassarche emerita) і білошапочним альбатросом (Thalassarche cauta). Вид названий лордом Ліонелом Волтером Ротшильдом на ім'я відомого орнітолога Осберта Селвіна.